# New Marlborough (Massachusetts)
New Marlborough és una població dels Estats Units a l'estat de Massachusetts. Segons el cens del 2000 tenia 1.494 habitants.

## Demografia
Segons el cens del 2000, New Marlborough tenia 1.494 habitants, 582 habitatges, i 403 famílies. La densitat de població era de 12,2 habitants/km².
Dels 582 habitatges en un 28,5% hi vivien nens de menys de 18 anys, en un 58,1% hi vivien parelles casades, en un 6,5% dones solteres, i en un 30,6% no eren unitats familiars. En el 25,1% dels habitatges hi vivien persones soles el 8,8% de les quals corresponia a persones de 65 anys o més que vivien soles. El nombre mitjà de persones vivint en cada habitatge era de 2,42 i el nombre mitjà de persones que vivien en cada família era de 2,88.
Per edats la població es repartia de la següent manera: un 24,7% tenia menys de 18 anys, un 6,6% entre 18 i 24, un 25,2% entre 25 i 44, un 29% de 45 a 60 i un 14,5% 65 anys o més.
L'edat mediana era de 41 anys. Per cada 100 dones de 18 o més anys hi havia 104,5 homes.
La renda mediana per habitatge era de 46.875 $ i la renda mediana per família de 56.944$. Els homes tenien una renda mediana de 34.205 $ mentre que les dones 25.972$. La renda per capita de la població era de 25.658$. Entorn del 3,7% de les famílies i el 6,4% de la població estaven per davall del llindar de pobresa.